# Nový Jáchymov
Obec Nový Jáchymov se nachází v okrese Beroun, kraj Středočeský. Žije zde 749 obyvatel.

## Zeměpisné určení

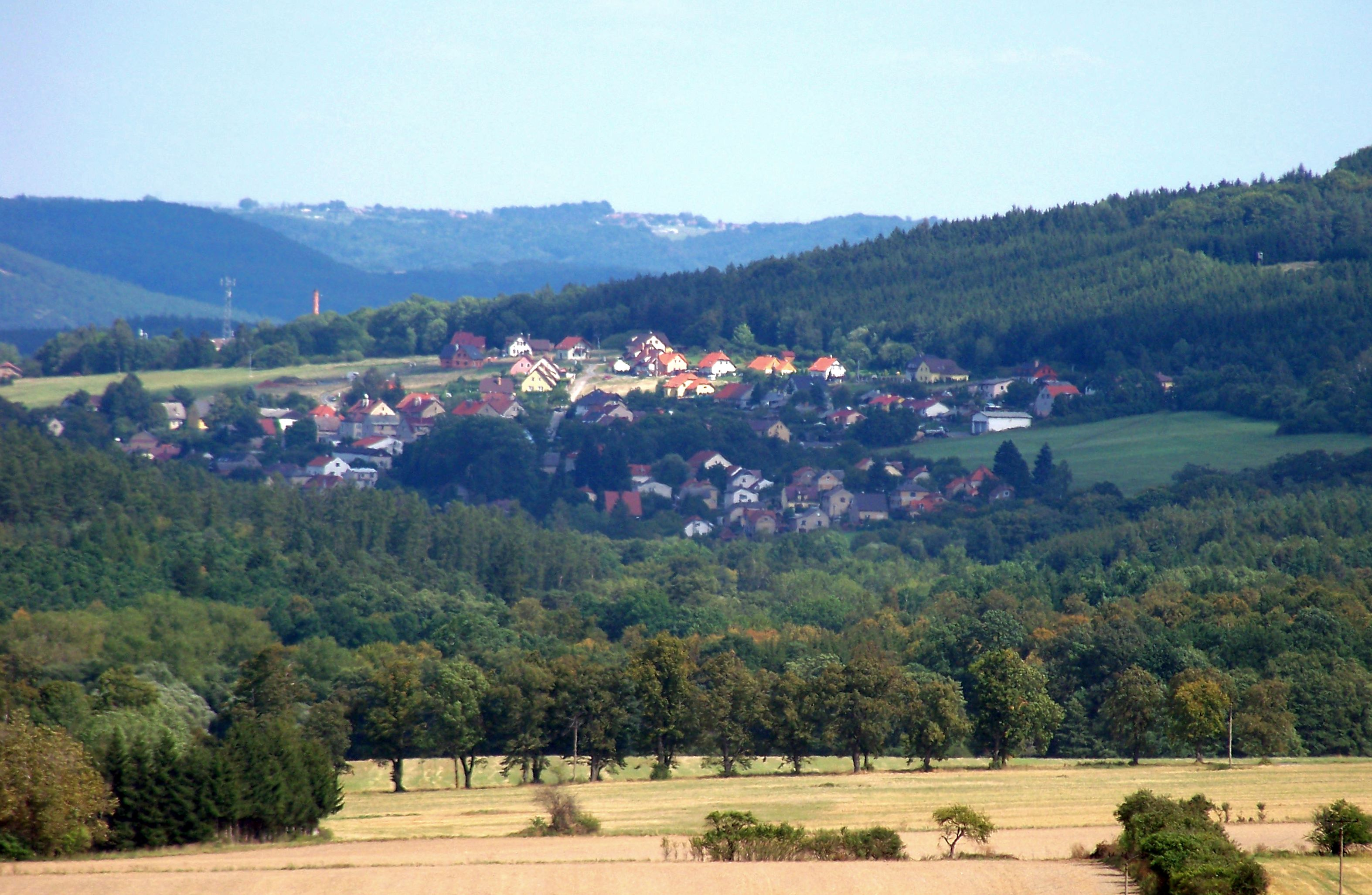
Nový Jáchymov, pohled z úbočí Špičky

Obec leží v severozápadní části okresu Beroun. Západní hranice obce tvoří hranici mezi okresy Beroun a Rakovník.
Zástavba Nového Jáchymova se nachází na pravém břehu Habrového potoka a stoupá po úbočí Hudlické hory až k sedlu Pyramida. Západní část je stavebně srostlá s chatovou osadou Trnovka, spadající pod Hudlice a východní Část s dělnickou kolonií Na Černidlech, která patří Otročiněvsi.
Levý břeh je zalesněn a katastr stoupá k vrcholovým partiím hory Na Skaliskách (447 m n. m.) a hranice následně sleduje silnici III/23611, západně končí Hořejším rybníkem, východně je zakončena Kolomazným kamenem, starodávnou památkou upomínající, že zde kdysi stála dehtářská dílna.
Po severní hranici katastru prochází silnice III/23617 propojující Roztoky a Nižbor, přímo obcí silnice III/ 2367 vedoucí do Hudlic a Karlova a III/2369 do Nižboru.
Katastr odvodňuje Habrový potok, levý přítok Berounky, na němž vznikla kaskáda třech rybníků. Dva, Prostřední a Monstranský rybník, jsou na katastru a ve vlastnictví obce, pronajaté MO ČRS. Prostřední rybník je celostátně vyhlášen jako rybářský revír ke sportovnímu rybolovu. Celá obec leží v CHKO Křivoklátsko - biosférické rezervaci UNESCO, v prostředí hlubokých Křivoklátských lesů.
Vzdálenost obce od okresního města Berouna a dálnice D5 je 15 km. Obec a hlavně její okolí je využíváno převážně k rekreaci.

## Historie

### Nejstarší dějiny
Obec patří mezi nejmladší sídla v okrese, byla založena v roce 1810 (podle některých zdrojů první písemná zmínka o obci pochází z roku 1845). Podnět ke vzniku obce dala výstavba železářského podniku s vysokými pecemi, slévárnou a pomocnými provozy, jejichž zakladatelem byl Jáchym Egon Fürstenberg, správce křivoklátského panství počátkem 19. století. Vznik hutí řídil panský správce František Nittinger. Křivoklátské panství přešlo do majetku Fürstenberků v roce 1731, což byl na Krušné Hoře počátek velkého rozmachu těžby a zahájení dobývání hlubších ložisek železné rudy.
V roce 1772 byla na ložisku založena první dědičná štola (pozdější štola Josef). Důvodem k výstavbě železáren byla dostatečná ložiska železné krevelové rudy pod kopcem Krušná Hora (609 m n. m.) a Hudlickým kopcem (522 m n. m.). Krušnohorské ložisko bylo jednou ze surovinových základen celé podbrdské železářské oblasti (železárny ve Staré Huti, Nové Huti - dnešní Nižbor, v Králově Dvoře, Strašicích, Františkově, Holoubkově a dalších místech), která patřívala k nejvýznamnějším v celých Čechách. Dostatek vody v místních rybnících a hojnost dřeva v okolních lesích dávaly předpoklad k úspěšnému rozvoji podniku. Hutě patřily t.č. mezi nejmodernější ve střední Evropě.
V roce 1810 bylo započato se stavbou tzv. „Schichthausu“. Vzápětí začala výstavba celého hutního komplexu. V roce 1819 stály vysoké pece se slévárnou. Zvláštností vysokých pecí bylo tzv. „dvojče“ nazvané Karel a Amálie, umožňující produkovat dvojnásobné množství surového železa s menšími provozními náklady. Svými rozměry (výška 13,276 m) bylo dvojče největší vysokou pecí v mocnářství. Současně byla dokončena výstavba pomocných provozů včetně 400 sáhů (758 m) dlouhého vodního náhonu s přívodem vody litinovým potrubím k dmychadlům.

### Výrobky a konec hutnictví
Vyráběly se zde nejrůznější výrobky od drobných uměleckých předmětů až po těžké kusy vážící až 100 tun, z nichž některé zdobí dodnes kolonádu v Karlových Varech, pražské domy a ulice, i bojiště Chlum u Hradce Králové (Prusko-rakouská válka). Unikátní 17 m vysoký a 113 tun vážící pětidílný litinový pomník na paměť vítězství vojsk Karla Mansfelda nad Francouzi roku 1813 byl odhalen roku 1825 u Varvažova. Jejich úspěšná činnost trvala do 70. let 19. století, kdy technický pokrok ve výrobě železa přesáhl technické možnosti Fürstenberků (neúspěch se záváděním koksu, nedostatek dřeva, vysoké náklady na dopravu), navíc zdejší hutě téměř zničila velká povodeň v Čechách v roce 1872 a dílo zkázy dokonala velká voda o čtyři roky později. Vysoké dřevouhelné pece byly zastaveny o druhé hodině v noci 30. června 1877. Zbylé zařízení bylo přestěhováno do hutí ve Staré Huti a Králově Dvoře, pece a provozní budovy byly postupně zbourány. Současně skončila dlouholetá historie fürstenberského dolování. Veškerý zbylý důlní a hutní majetek zakoupila vídeňská banka „Wiener Bankgesellschaft“, od níž jej získala akciová „Česká montánní společnost“. Dodnes se v Novém Jáchymově zachovaly kříže, náhrobky a ohrádky hrobů na lesním hřbitově, který na přelomu 30. let 19. století založil František Nittinger.

### Vznik obce
Spolu se vznikem hutí se současně rodila obec. Její první název zněl Joachimstahl na paměť Joachima Egona Fürstenberga, později pro odlišení od Jáchymova v Krušných horách byla přejmenována na dnešní „Nový Jáchymov“. Vznikla doslova na zelené louce. Slavná éra novojáchymovského železářství, do něhož je nutno zahrnout také existenci proslavené továrny na smaltované litinové nádobí, založené bratry Bartelmusovými kolem roku 1830 v jižní části obce.
V době rozmachu důlního a hutního podnikání vzkvétal také společenský život v obci. V roce 1828 byla zřízena stálá škola. Kolem roku 1830 založil František Spal slavnou hutnickou kapelu, později povýšenou na knížecí fürstenberskou kapelu, která se zúčastňovala většiny slavností na celém panství. V době největší slávy Nového Jáchymova zde působil také zakladatel Sokola, dr. Miroslav Tyrš.
Po zániku železářského podniku v roce 1889 ochabl společenský život a z Nového Jáchymova odešla řada rodin a obec se stává malou typicky hornickou vesničkou bývalého Rakovnického okresu. Nikdy zde nevznikly zemědělské usedlosti.

### Novodobá historie

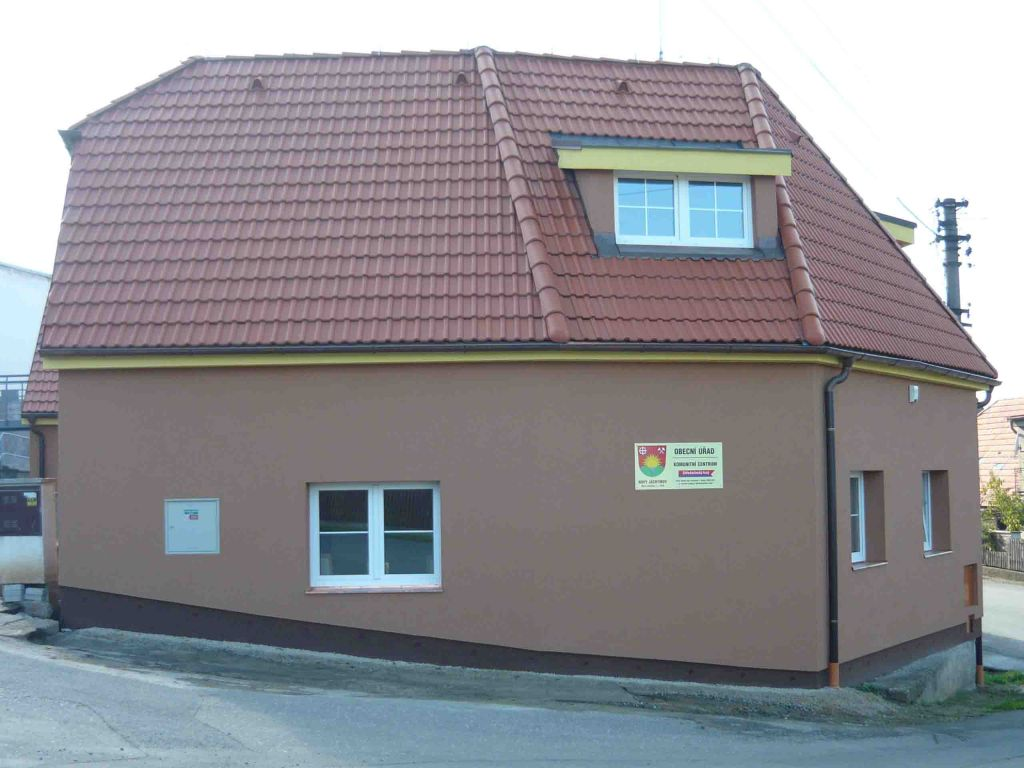
Obecní úřad

Novodobá historie obce začíná po celých dvaceti letech sloučením České montánní společnosti s Pražskou železářskou společností a obnovením těžební činnosti na Krušné Hoře. Železorudné ložisko se tak stalo součástí komplexu rudných a uhelných dolů, vápencových lomů a hutních podniků v Králově Dvoře a Kladně. V roce 1915 byla zahájena doprava rudy dokončenou visutou samospádovou lanovou dráhou do Králova Dvora (délka 6971 m), v březnu roku 1918 byla zakončena výstavba venkovního elektrického vedení z Králova Dvora s místní strojovnou, rozvodnou a trafostanicí. V dubnu tohoto roku byl závod připojen na síť a byl zastaven provoz parních lokomobil.
V obci Nový Jáchymov (502 obyvatel, četnická stanice) byly v roce 1932 evidovány tyto živnosti a obchody: lékař, autodoprava, 2 holiči, 2 hostince, krejčí, 3 obuvníci, řezník, 4 obchody se smíšeným zbožím, švadlena, trafika.

#### Druhá světová až šedesátá léta
I v období druhé světové války byl život v obci spojen s těžební činností. Krušnohorští havíři zajišťovali pro destrukční činnost odbojových skupin v celém křivoklátském kraji i mimo něj, trhaviny, rozbušky a zápalné šňůry. Ani poválečná léta nepřinesla snadnější život. 25. října 1945 schválila vláda dekret o znárodnění průmyslu, dolů a bank. Skončilo tím podnikání Pražské železářské společnosti a v roce 1946 byl důl začleněn do národního podniku Středočeské železorudné a uhelné doly Kladno, od roku 1950 do n.p. Železorudné doly Nučice, v roce 1958 do n.p. Železorudné doly a hrudkovny Ejpovice. Posledním provozovatelem byl n.p. Rudné a nerudné doly Ejpovice. Významným obdobím pro rozvoj obce byla modernizace dolu Krušná Hora, doprovázená nárůstem nových pracovních sil - horníků. Z tohoto důvody bylo v druhé polovině 50. let postaveno v obci „pohotovostní“ hornické sídliště se 46 byty. Po jejich obsazení se počet obyvatel v obci zvýšil na 700. Došlo k oživení společenského a kulturního života. Počátkem 60. let byla v obci postavena nová škola a vybudován vodovod v celé obci. Zásadním zlomem v historii bylo v roku 1967 úplné zastavení těžební činnosti z důvodu neefektivního zpracování železné rudy a následně došlo k likvidaci důlního provozu.

#### Sedmdesátá léta
V 70. letech byla vybudována řada větších i menších staveb vesměs dobrovolnou svépomocnou prací aktivních občanů - členů nejrůznějších společenských organizací (Tělovýchovná jednota, SDH, apod.). Postupně byla vybudována přístavba školy pro školní družinu, rekonstruováno veřejné osvětlení, vybudována požární zbrojnice, šatny na fotbalovém hřišti, přírodní kluziště, tenisové kurty. V průběhu 60. a 70. let bylo v okolí postaveno více než 280 chat a obec i její okolí se stalo rekreační oblastí pro mnohé občany z Berounska, Kladenska a hlavně z Prahy.

#### Devadesátá léta
Po roce 1989 byly opraveny fasády všech obecních budov, opraveny některé místní komunikace asfaltovým povrchem, rozšířeno a rekonstruováno veřejné osvětlení, vybudováno dětské hřiště. Na rozvoji obce se podílí i několik významných podnikatelů z obce. Mezi největší patří firma Energie -stavební a báňská a.s. která vlastní rekreační areál Hotelu Diana, další je Autobusová doprava Vratislav Hrubý, Stavební práce Jan Kalinič, Elektroservis Petr Šimon, Smíšené zboží Janouškovi a Neumannovi.

### Územněsprávní začlenění
Dějiny územněsprávního začleňování zahrnují období od roku 1850 do současnosti. V chronologickém přehledu je uvedena územně administrativní příslušnost obce v roce, kdy ke změně došlo:
- 1850 země česká, kraj Praha, politický okres Rakovník, soudní okres Křivoklát[5]
- 1855 země česká, kraj Praha, soudní okres Křivoklát
- 1868 země česká, politický okres Rakovník, soudní okres Křivoklát
- 1939 země česká, Oberlandrat Kladno, politický okres Rakovník, soudní okres Křivoklát[6]
- 1942 země česká, Oberlandrat Praha, politický okres Rakovník, soudní okres Křivoklát[7]
- 1945 země česká, správní okres Rakovník, soudní okres Křivoklát[8]
- 1949 Pražský kraj, okres Beroun[9]
- 1960 Středočeský kraj, okres Beroun
- 2003 Středočeský kraj, okres Beroun, obec s rozšířenou působností Beroun

## Pamětihodnosti
- Lesní hřbitov, u silnice k přírodní rezervaci Červenému Kříži
- Fürstenberská huť – železárna

## Doprava
Dopravní síť
- Pozemní komunikace – Do obce vedou silnice III. třídy.

- Železnice – Železniční trať ani stanice na území obce nejsou.

Veřejná doprava 2011
- Autobusová doprava – Do obce vedly autobusové linky Beroun-Kublov-Branov (v pracovních dnech 5 spojů, o víkendu 3 spoje) a Beroun-Nový Jáchymov (v pracovních dnech 10 spojů) (dopravce PROBO BUS, a. s.).